# Convoi E1 du 23 février 1944
Le convoi E1 du 20 juin 1944 est l'un des deux convois de déportation de Juifs dits "d'échange" à destination de Vittel.